# 59-й гвардейский кавалерийский полк
59-й гвардейский кавалерийский Мозырский ордена Ленина Краснознамённый орденов Суворова, Кутузова и Александра Невского полк — кавалерийский полк в составе Рабоче-крестьянской Красной армии во время Великой Отечественной войны. Принимал участие в Гражданской войне.
Сокращённое наименование — 59 гв. кп.

## История формирования
Сформирован в г. Оренбург под руководством командующего Восточным фронтом М. В. Фрунзе 15 апреля 1918 года на базе конно-партизанского отряда оренбургских казаков как 1-й Советский трудового казачества полк. Возглавил полк потомственный оренбургский казак В. Т. Обухов, впоследствии видный военачальник, генерал-полковник. 1 мая 1918 года полку было вручено Боевое знамя, а уже 22 мая он принял боевое крещение, наголову разгромив у станции Павловская многочисленный отряд белоказаков атамана генерала Дутова А. И.
Следующим командиром полка был Рапопорт, Леонид Львович. Позднее переименован в 1-й Оренбургский трудового казачества кавалерийский полк.
В 1919—1920 участвовал в боях на Восточном Туркестанском и Закаспийском фронтах,
в 1921 — в ликвидации басмаческих банд эмира Бухарского, Ибрагим-бека, Селим-паши и других в районе Байсун, Дюшанбе (Душанбе).
В 1924 награждён ЦИК СССР орденом Красного Знамени, а ЦИК Бухарской народной советской республики — орденом Красного Полумесяца 2-й степени.

### В годы войны
К началу Великой Отечественной войны именовался 103-м горнокавалерийским полком и входил в состав 20-й горнокавалерийской дивизии Средне-Азиатского военного округа, дислоцировавшейся в Таджикской ССР.
В середине ноября 1941 года в составе дивизии был переброшен на Западный фронт и включён в 16-ю армию. Вступил в бой 19 ноября 1941 года на клинском направлении.
В последующих боях в составе 2-го гвардейского кавалерийского корпуса под командованием генерал-майора Л. М. Доватора отражал наступление превосходящих сил немецко-фашистская войск в районах Солнечногорска и Крюково.
В составе 20-й кавалерийской дивизии (с 18 сентября 1943 года 17-я гвардейская кавалерийская дивизия) 2-го гвардейского кавалерийского корпуса полк действовал до конца войны.
Участвуя в контрнаступлении под Москвой, вёл бои в районах Истры, Апальщины, Кубинки, Горбово и на других участках.
В январе — феврале 1942 года в составе 20-й армии наступал на гжатском направлении.
17 февраля был выведен в резерв Ставки ВГК, а с июля находился в резерве Западного фронта.
В августе 1942 года в составе 20-й армии участвовал в Ржевско-Сычёвской наступательной операции. В последующем совершал смелые рейды по тылам противника в районах городов Гжатск, Сычёвка, Ржев, Белый.
В 1-й половине 1943 года полк последовательно находился в резерве ряда фронтов и Ставки ВГК. В конце июля 1943 года был переброшен на Западный фронт (30 июля передан в Брянский фронт) и в ходе Орловской наступательной операции успешно вёл боевые действия севернее города Карачев и на дятьковском направлении. В сентябре — начале октября 1943 года в составе 50-й армии, затем фронтовой подвижной группы под командованием генерал-лейтенанта М. К. Казакова, а с 30 сентября — 63-й армии участвовал в Брянской наступательной операции. За отличие в боях при форсировании реки Десна был удостоен гвардейского звания (18 сентября 1943 года) и преобразован в 59-й гвардейский кавалерийский полк. Гвардейцы-кавалеристы полка 20 октября форсировали реку Днепр в районе города Лоев и в ноябре участвовали в Гомельско-Речицкой, а в январе — феврале 1944 года в Калинковичско-Мозырской наступательной операциях. В июле — августе полк вёл наступательные бои в Люблин-Брестской операции 1-го Белорусского фронта, в ходе которых 22 июля форсировал р. Западный Буг в районе Влодава и вступил на территорию Польши. 24 июля участвовал в освобождении города Луков (Лукув), а 31 июля — города Седлец (Седльце). За образцовое выполнение заданий командования при овладении этими городами был награждён орденом Александра Невского (12 августа 1944).
В Варшавско-Познанской операции полк, действуя с Магнушевского плацдарма, успешно наступал в направлении Кутно, Бромберг (Быдгощ). В марте участвовал в уничтожении восточно-померанской группировки противника.
В Берлинской наступательной операции дважды форсировал реку Шпре и 25 апреля совместно с другими частями овладел важным опорным пунктом на юго-восточных подступах к Берлину — городу Шторков.
3 мая с боями вышел на восточный берег реки Эльба в районе города Вильснак, где и встретил День Победы.
За проявленный героизм и самоотверженность во время Великой Отечественной войны около 800 человек из полка были награждены орденами и медалями, а трое бойцов удостоены звания Героя Советского Союза.

### После войны
13 октября 1945 года Директивой Генерального Штаба ВС СССР от 13 октября 1945 года № Орг/1/600 2-й гвардейский кавалерийский корпус был расформирован.
К 1 декабря 1945 года согласно приказу НКО СССР № 0013 от 10.06.1945 года 17-я гвардейская кавалерийская Мозырская орденов Ленина, Суворова и Кутузова дивизия была преобразована в 28-ю гвардейскую механизированную дивизию в состав которой вошли, свёрнутые в полки, бывшие 3-я, 4-я и 17-я гвардейские кавалерийские дивизии корпуса.
Директивой Генерального штаба от 13 октября 1945 года 90-й гвардейский механизированный полк (бывший 59-й гвардейский кавалерийский полк) унаследовал почётное наименование 17-й гвардейской кавалерийской дивизии — Мозырская и её ордена: Ленина, Суворова 2-й степени и Кутузова 2-й степени.
28-я гвардейская механизированная дивизия получила от 2-го гвардейского кавалерийского корпуса почётное наименование — Померанская и ордена Красного Знамени и Суворова и стала называться 28-я гвардейская механизированная Померанская Краснознамённая, ордена Суворова дивизия. В 1957 году 28-я гвардейская механизированная дивизия была переформирована в 40-ю гвардейскую танковую Померанскую Краснознамённую ордена Суворова дивизию а 90-й гв. механизированный полк в 225-й гвардейский танковый Мозырский ордена Ленина Краснознамённый орденов Суворова, Кутузова и Александра Невского полк.
Позднее переформирован в отдельную часть сухопутных и береговых войск Краснознамённого Балтийского флота (войсковая часть 15309).

### В составе действующей армии
- с 26.11.1941 по 16.02.1942
- с 17.07.1942 по 23.01.1943
- с 12.02.1943 по 30.04.1943
- с 18.07.1943 по 09.05.1945

## Полное наименование
59-й гвардейский кавалерийский Мозырский ордена Ленина Краснознамённый орденов Суворова Кутузова и Александра Невского полк

## Подчинение
- на 01.10.1943 17-я гв. кд 2-й гв. кк — Брянский фронт
- на 01.11.1943 17-й гв. кд 2-й гв. кк 65-я А БФ
- на 01.12.1943 17-й гв. кд 2-й гв. кк 61-я А БФ
- на 01.01.1944 17-й гв. кд 2-й гв. кк 61-я А БФ
- на 01.02.1944 17-й гв. кд 2-й гв. кк 61-я А БФ
- на 01.03.1944 17-й гв. кд 2-й гв. кк 61-я А 2-й БФ
- на 01.04.1944 и до конца войны 17-й гв. кд 2-й гв. кк — 2-й БФ
- С декабря 1945 28-й гвардейской механизированной дивизии Особый военный округ Тильзит
- 1957 года 40-й гвардейской танковой дивизии 11-й гвардейской армии ПрибВО Советск

## Командование
В годы Великой Отечеств. войны полком командовали:
- майор, с 18. 3. 1942 подполковник, с 16.11.1942 полковник Д. Е. Калинович (июнь 1941 — февраль 1943);
- майор П. Е. Филькин (февраль — апрель 1943);
- майор, с 10.4.1943 подполковник, с 20.10.1943 года гвардии подполковник И. П. Тихонов (апрель 1943 — январь 1944);
- гвардии полковник И. А. Машталер (февраль — май 1944);
- гвардии майор Раевский Олег Александрович (май — декабрь 1944);
- гвардии подполковник С. П. Журба (дек. 1944 — до конца войны).

## Награды и наименования
- Почётное звание «Гвардейский» 18 сентября 1943-го за отличие в боях при форсировании реки Десна был преобразован в 59-й гвардейский кавалерийский полк.
- Почётное наименование «Мозырский» Приказ ВГК № 07 от 15.01.1944 За отличие в боях с немецкими захватчиками за освобождение городов Мозырь и Калинковичи
- орден Ленина от 17-й гв. кд Указ Президиума ВС СССР от 20.09.1935 в связи с 15-летием дивизии
- Орден Красного Знамени от 17-й гв. кд Указ Президиума ВС СССР от 05.11.1931
- орден Суворова II степени от 17-й гв. кд Указ Президиума ВС СССР от 19.02.1945 За образцовое выполнение заданий командования в боях с немецкими захватчиками, за овладение городами: Лодзь, Кутно, Томашув (Ромашов), Гостынин, Ленчица и проявленные при этом доблесть и мужество
- орден Кутузова II степени от 17-й гв. кд Указ Президиума ВС СССР от 26.04.1945 За образцовое выполнение заданий командования в боях с немецкими захватчиками при овладении городами Штаргард, Наугард, Польцин и проявленные при этом доблесть и мужество
- орден Александра Невского 12 августа 1944 года за образцовое выполнение заданий командования при форсировании реки Западный Буг и овладении городами Луков и Седлец награждён орденом Александра Невского.

## Отличившиеся воины
800 воинов награждены орденами и медалями, а 3 удостоены звания Героя Советского Союза.
 Герои Советского Союза:
- гвардии красноармеец Воронцов, Александр Никифорович, пулемётчик. Указ Президиума Верховного Совета СССР от 31 мая 1945 года.
- гвардии лейтенант Распопов, Пётр Михайлович, командир разведывательного взвода. Указ Президиума Верховного Совета СССР от 31 мая 1945 года.
- гвардии капитан Слободян, Митрофан Лукьянович, партийный организатор полка. Указ Президиума Верховного Совета СССР от 15 мая 1946 года.

| Орден Суворова III степени: - гвардии майор Раевский Олег Александрович, командир полка. Приказ Военного совета 1 Белорусского фронта № 210/н от 29 августа 1944 года. | Орден Александра Невского: - гвардии старший лейтенант Бублик Николай Спиридонович, командир эскадрона. Приказ Военного совета 1 Белорусского фронта № 485/н от 5 марта 1945 года. - гвардии майор Ефремов Гавриил Лаврентьевич, заместитель командира полка по строевой части. Приказ Военного совета 1 Белорусского фронта № 633/н от 1945 года. |

## Люди связанные с полком
- Самойленко, Василий Филиппович (1895—1981) — советский военачальник, полковник (1940). В 1918—1919 гг. служил помощником начальника и начальником пулеметной команды полка.